# Khadija Sultana
Khadija Sultana (Golkonda, ca. 1600 - aldaar, na 1665) was een koningin en regentes van Bijapur in India, die goede relaties onderhield met de VOC. Later werd ze Bari Sahiba genoemd, wat 'grande dame' betekent.

## Biografie
Ze werd geboren als dochter van Muhammad Qutb Shah (1593 - 1626), de sultan van Golkonda. In 1633 trouwde ze met Muhammad Adil Shan die sultan van Bijapur was. Sultana Khadija werd zijn belangrijkste vrouw. Rond 1635 speelde zij een belangrijke rol bij het uit de weg werken van minister Khawas Khan in een paleisrevolutie. Toen haar echtgenoot in 1656 overleed, werd zij regentes van de jonge Ali Adil Shah II - hiermee was ze voor een aantal jaren de machtigste persoon in het sultanaat. Of Ali Adil Shah ook Khadija's zoon was, wat uit een brief zou kunnen blijken, is onduidelijk.
Er is geen informatie bekend over haar leven na 1665.

### Betrekkingen met de VOC
Khadjia Sultana liet haar band met de VOC onder meer blijken in 1659, toen ze troepen stuurde om te helpen bij een aanval op Goa. Het was reeds een plan geweest van Muhammad Adil Shan om op deze manier over land (Indiase troepen) en over zee (VOC) te kunnen aanvallen. Het lukte echter niet Goa te veroveren.
In 1661 ondernam Khadija Sultana een pelgrimstocht naar Mekka; niet - zoals gebruikelijk - in een eigen schip, maar in een schip dat van de VOC was. Ze vond het jacht te klein, waarop uitgelegd werd dat grotere schepen niet geschikt waren voor de ondiepten in de Rode Zee.